# Giải của Hiệp hội phê bình phim Toronto cho nam diễn viên chính xuất sắc nhất
Giải của Hiệp hội phê bình phim Toronto cho nam diễn viên xuất sắc nhất là một trong các giải thưởng của Hiệp hội phê bình phim Toronto (Toronto Film Critics Associatio), được trao hàng năm cho các nam diễn viên trong một phim, được bầu chọn là xuất sắc nhất.

## Các nam diễn viên đoạt giải

### Thập niên 1990
| Năm  | Người đoạt giải | Phim                | Vai diễn          |
| ---- | --------------- | ------------------- | ----------------- |
| 1997 | Ian Holm        | The Sweet Hereafter | Mitchell Stephens |
| 1998 | Ian McKellen    | Gods and Monsters   | James Whale       |
| 1999 | Kevin Spacey    | American Beauty     | Lester Burnham    |

### Thập niên 2000
| Năm  | Người đoạt giải        | Phim                                     | Vai diễn                   |
| ---- | ---------------------- | ---------------------------------------- | -------------------------- |
| 2000 | Benicio del Toro       | Traffic                                  | Javier Rodriguez           |
| 2001 | Ed Harris              | Pollock                                  | Jackson Pollock            |
| 2002 | Nicolas Cage           | Adaptation.                              | Charlie and Donald Kaufman |
| 2003 | Bill Murray            | Lost in Translation                      | Bob Harris                 |
| 2004 | Paul Giamatti          | Sideways                                 | Miles Raymond              |
| 2005 | Philip Seymour Hoffman | Capote                                   | Truman Capote              |
| 2006 | Sacha Baron Cohen      | Borat: Cultural Learnings of America...  | Borat Sagdiyev             |
| 2007 | Viggo Mortensen        | Eastern Promises                         | Nikolai Luzhin             |
| 2008 | Mickey Rourke          | The Wrestler                             | Randy Robinson             |
| 2009 | Nicolas Cage           | Bad Lieutenant: Port of Call New Orleans | Terence McDonagh           |